# Defying Gravity (álbum de Keith Urban)
Defying Gravity é um álbum de estúdio de Keith Urban, lançado em 31 de março de 2009 pela Capitol Records. Estreou na primeira posição da Billboard 200, com a venda de 171 mil cópias em sua primeira semana. O álbum recebeu uma nomeação ao Grammy Awards, na categoria "Melhor Álbum Country", mas o vencedor foi Fearless, de Taylor Swift.

## Faixas
1. "Kiss a Girl" (Keith Urban, Monty Powell) - 3:46
2. "If Ever I Could Love" (Urban, Darrell Brown) - 5:00
3. "Sweet Thing" (Urban, Powell) - 3:48
4. "'Til Summer Comes Around" (Urban, Powell) - 5:31
5. "My Heart Is Open" (Urban, John Shanks) - 5:29
6. "Hit the Ground Runnin'" (Jerry Flowers) - 3:24
7. "Only You Can Love Me This Way" (Steve McEwan, John Reid) - 4:07
8. "Standing Right in Front of You" (Urban, Rick Nowells) - 4:01
9. "Why's It Feel So Long" (Urban) - 3:24
10. "I'm In" (Radney Foster, Georgia Middleman) - 4:33
11. "Thank You" (Urban, Nowells) - 5:14